# Nesebar
Nesebar (bulharsky Несебър, řecky Μεσημβρία) je starobylé bulharské město a jedno z hlavních turistických letovisek na pobřeží Černého moře, 30 km severovýchodně od Burgasu v Burgaské oblasti. Na severu sousedí s největším bulharským turistickým střediskem Sluneční pobřeží. Městu se velmi často přezdívá "Perla Černého moře".
Jeho původní název byl Manebria, odvozený od thráckého krále Menase. Název se časem vyvinul v Mesembria (všimněte si podobnosti s dnešním řeckým názvem města Μεσημβρία), ze kterého nakonec vznikl dnešní Nesebar, jež se oficiálně používá od roku 1934.
Historie Nesebaru sahá do starověku a dodnes se zachovalo velké množství památek z thráckých dob, antiky, včetně asi 40 kostelů a části městského opevnění. Pozůstatky nejstaršího kostela sv. Sofie pochází z 5.–6. století. Na chrámu "Christ Pantokrator" tj. Krista Všemohoucího se nachází symbol svastiky. Mše se konají jen v pravoslavném kostele "Dormition of Theotokos" tj. Nanebevzetí Panny Marie. Od roku 1983 je Nesebar součástí světového dědictví UNESCO. Původní město bylo v 5. století př. n. l. založeno Řeky na 850 m dlouhém ostrově, který byl později spojen s pevninou asi 300 m dlouhou šíjí. V roce 2013 zde žilo přes 13 500 obyvatel. Historicky se jedná o možná nejstarší dochované trvale obydlené sídlo v dnešním Bulharsku.
Dnes je město rozděleno na Staré město (ležící na ostrově) a Nové město (na pevnině). Původní velikost ostrova byla mnohem větší, stoupající hladina moře však způsobila zatopení jeho částí. Pod vodou zde jsou dodnes vidět hradby.
Na kraji Nového Nesebaru stojí busta Vasila Levského (1837-1873), vítěze ankety Velcí Bulhaři.

## Galerie

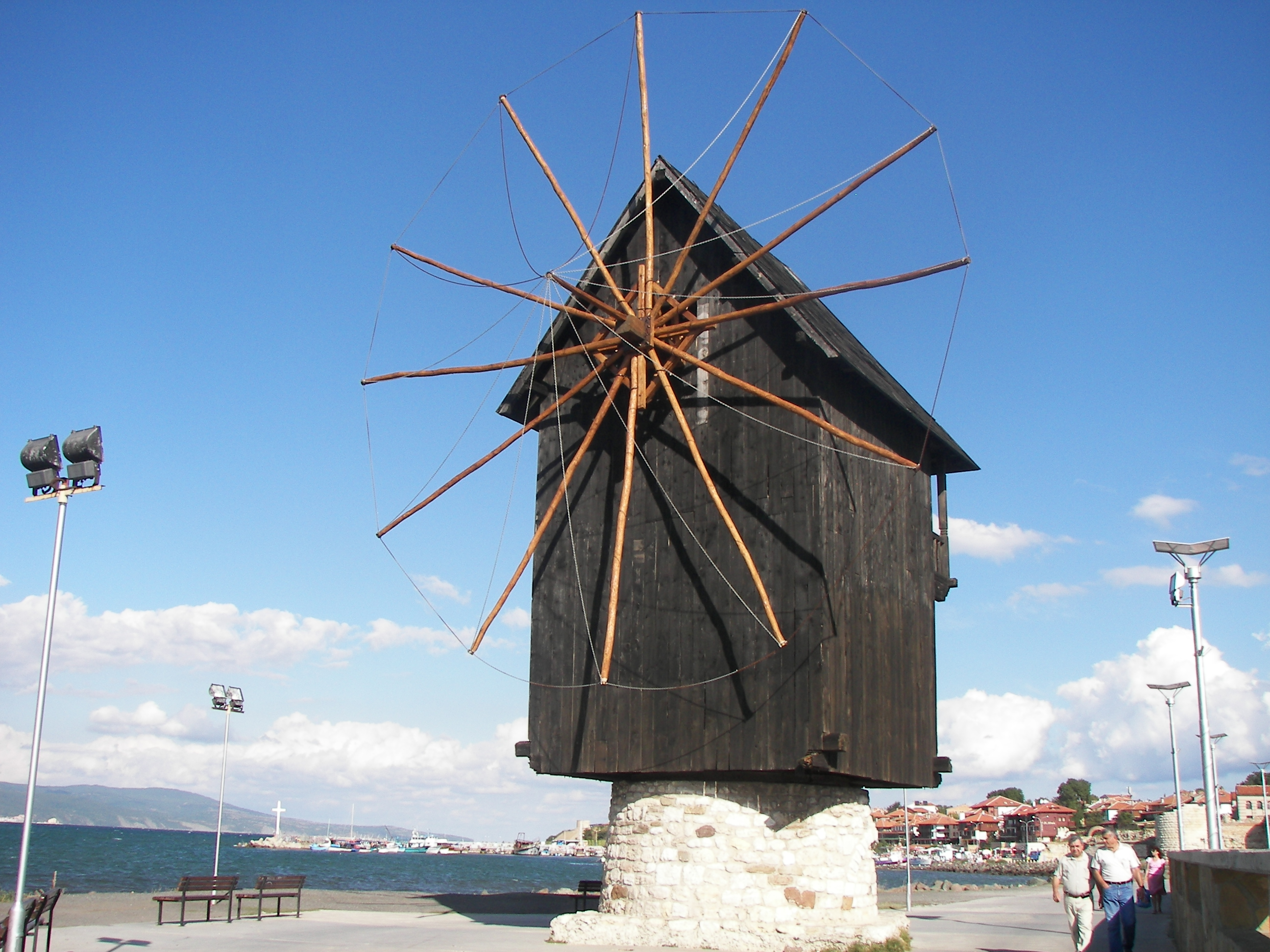
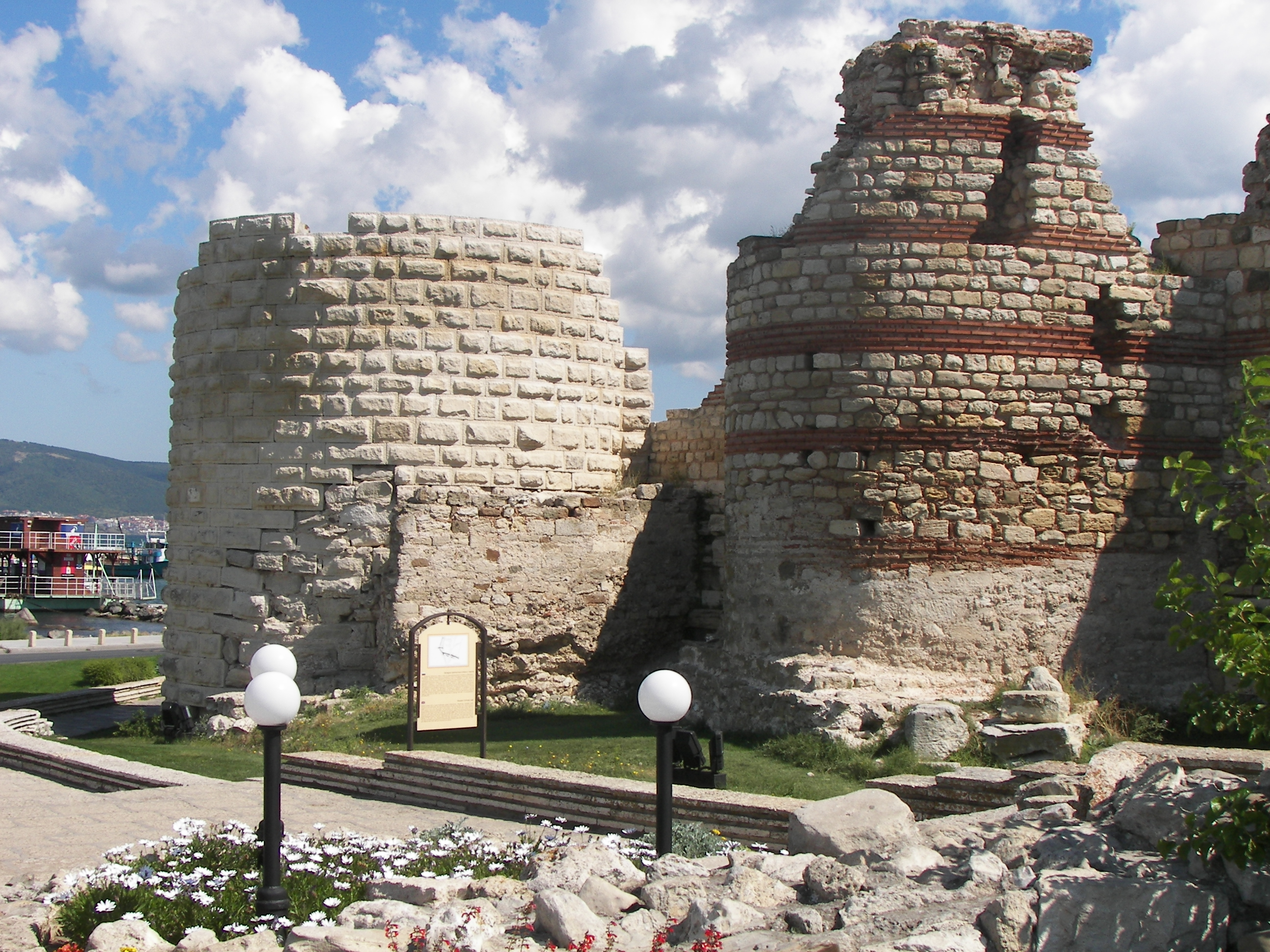
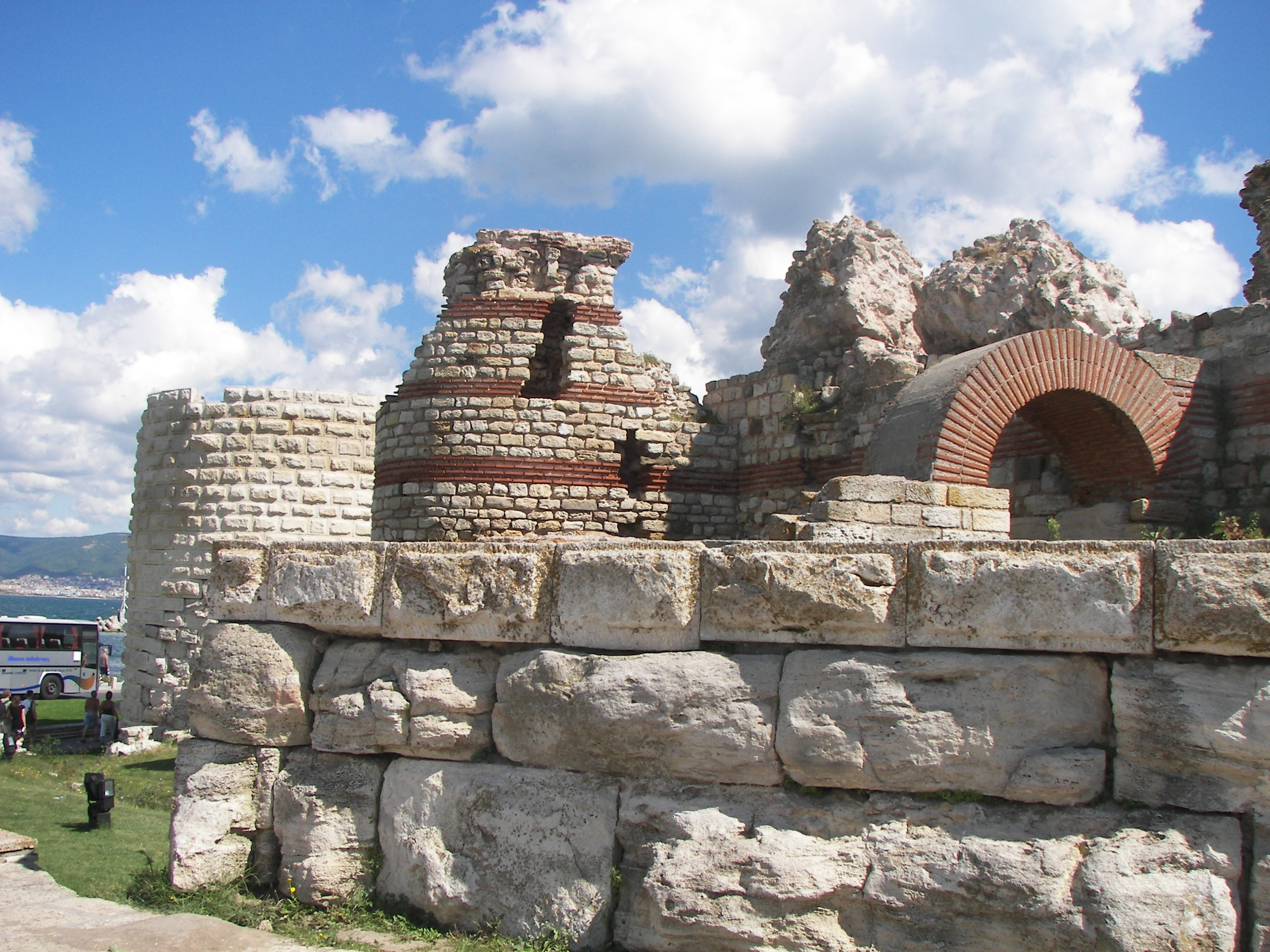
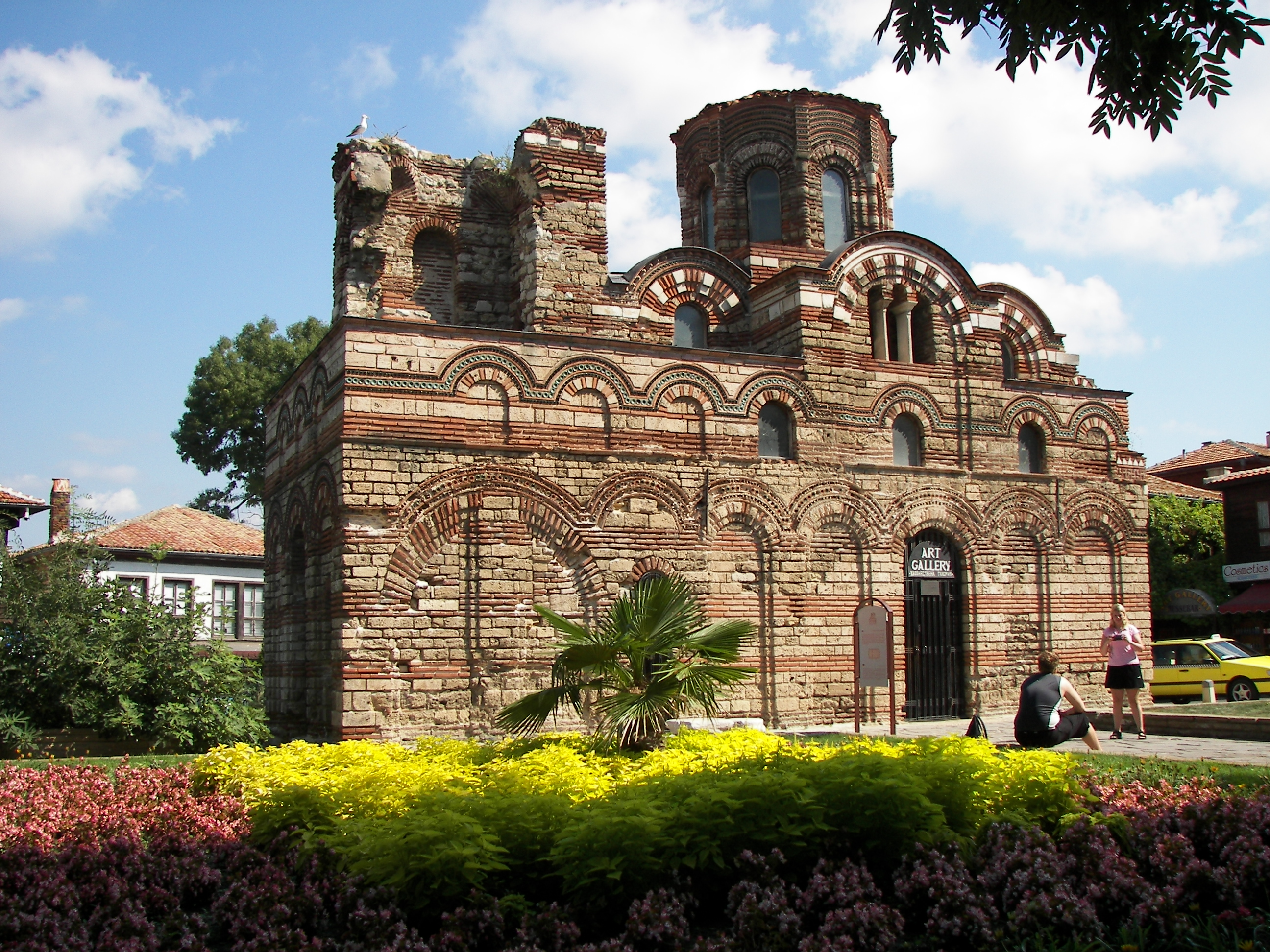
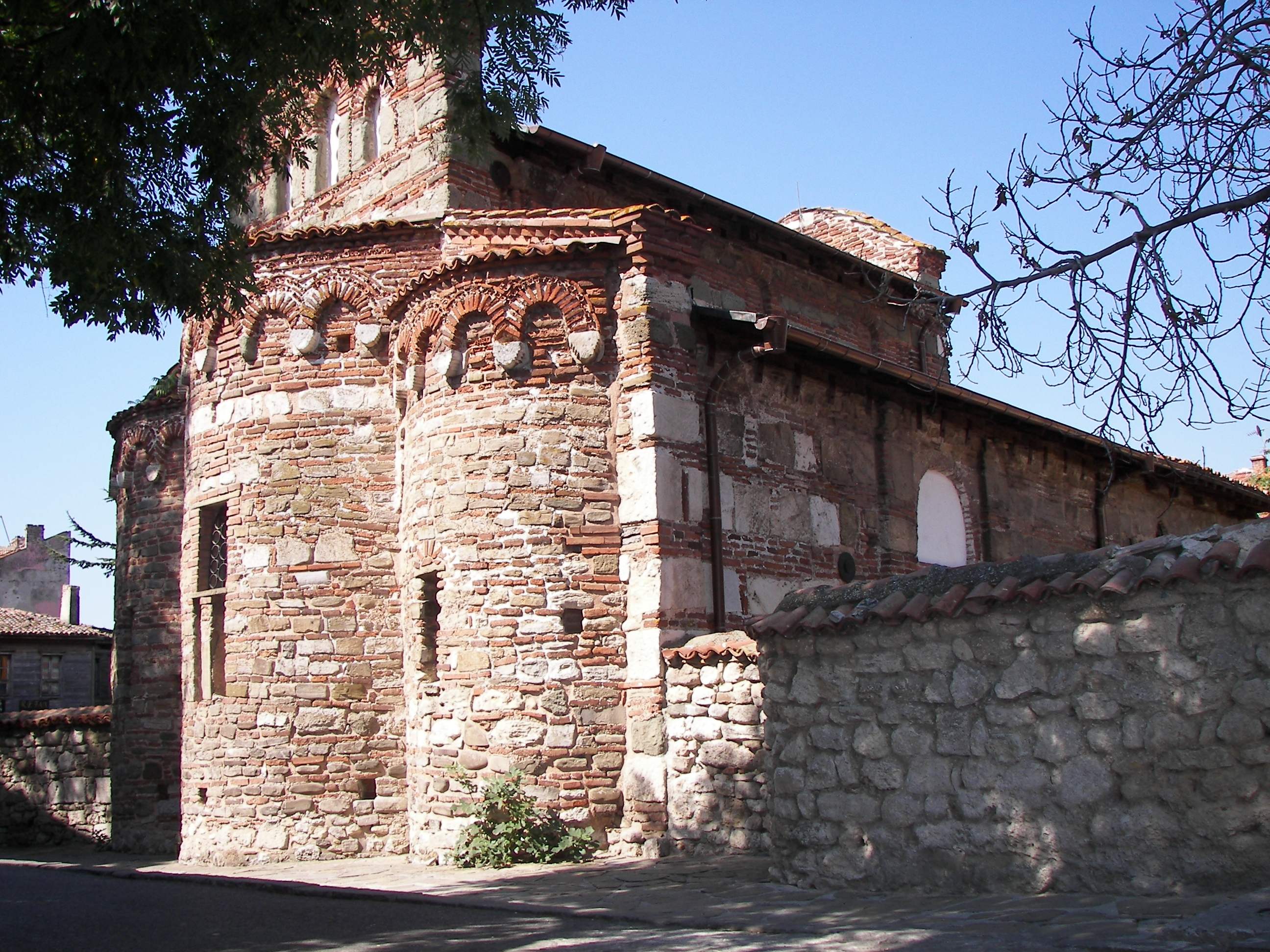
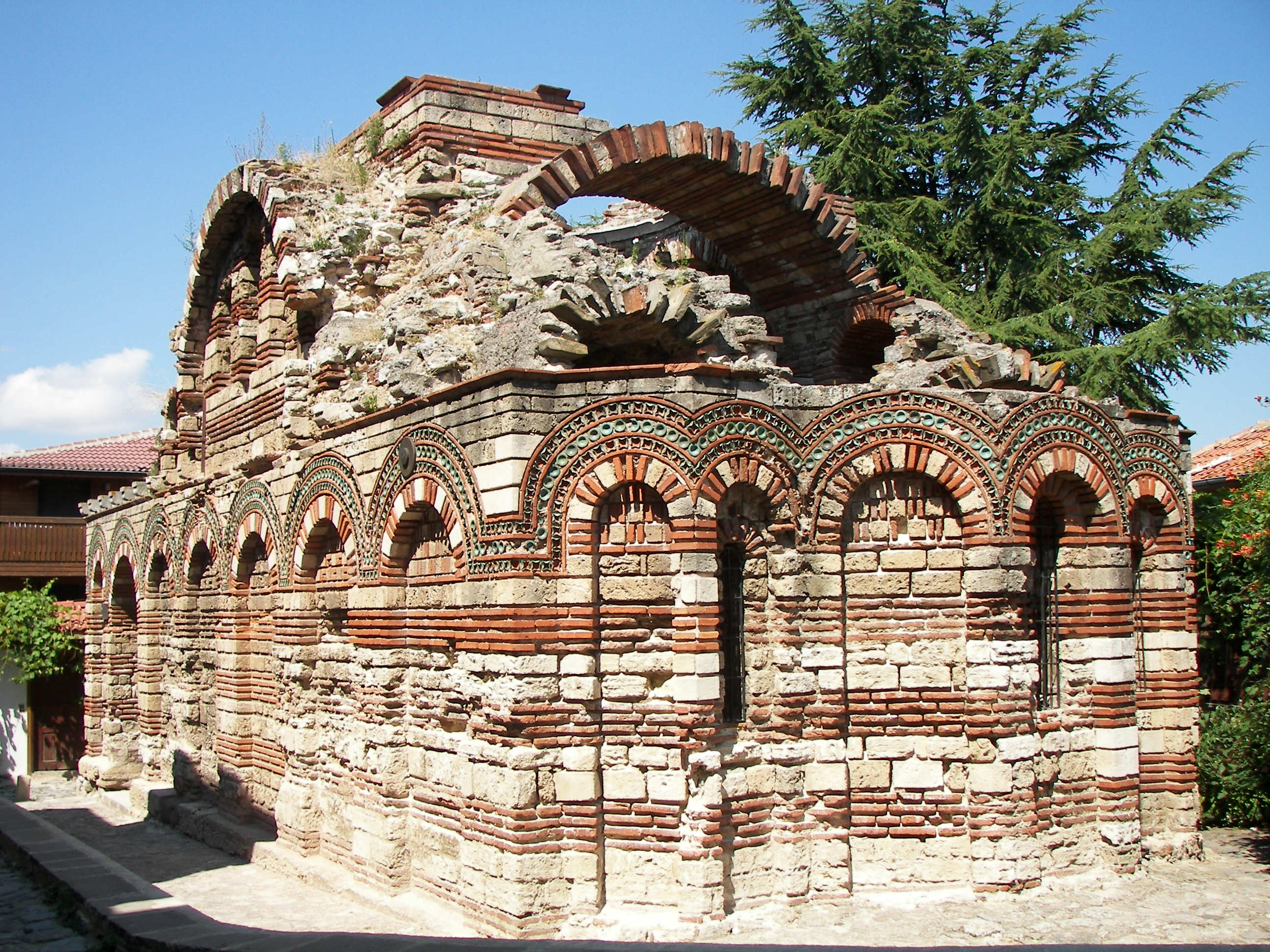
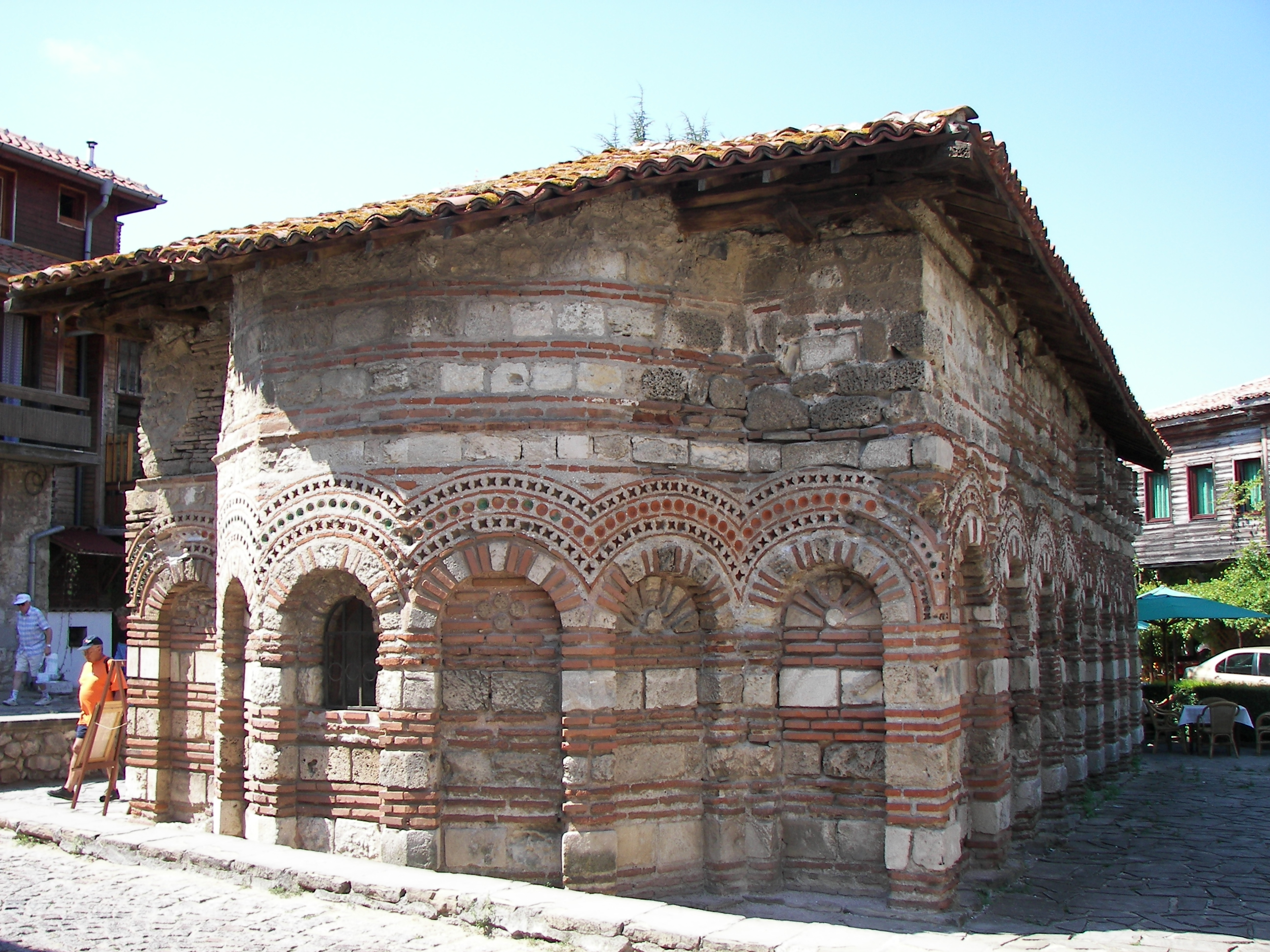
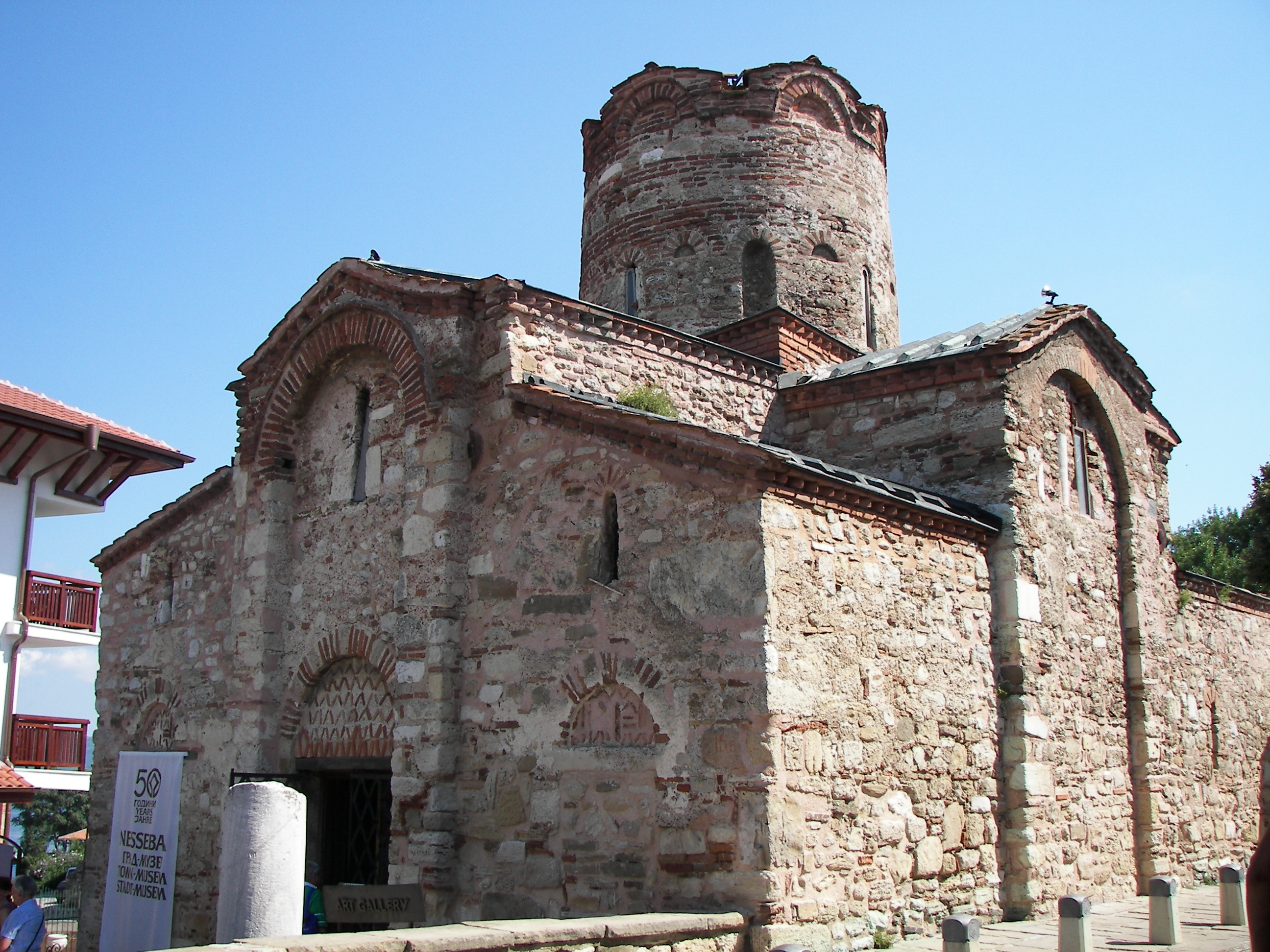
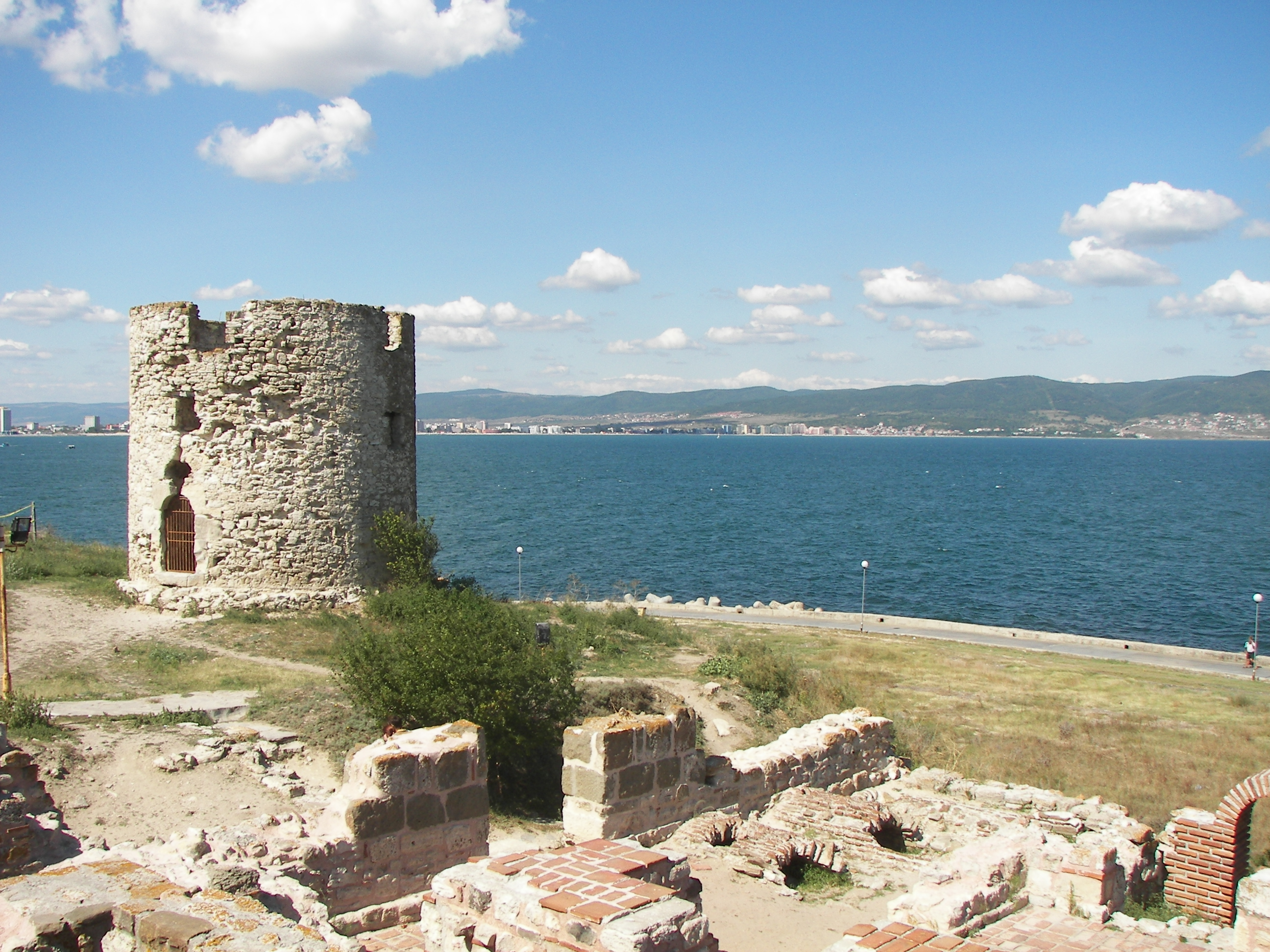
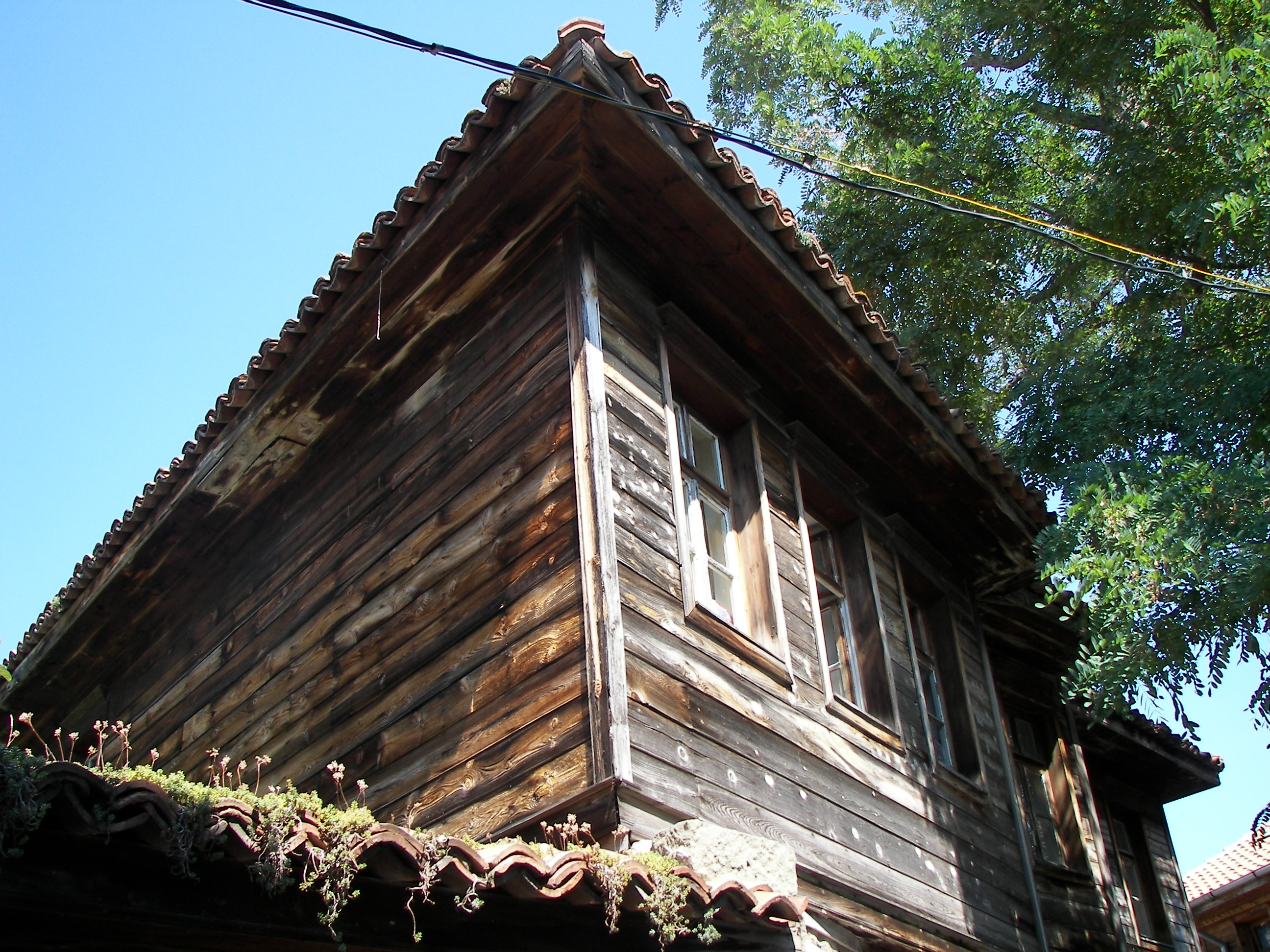
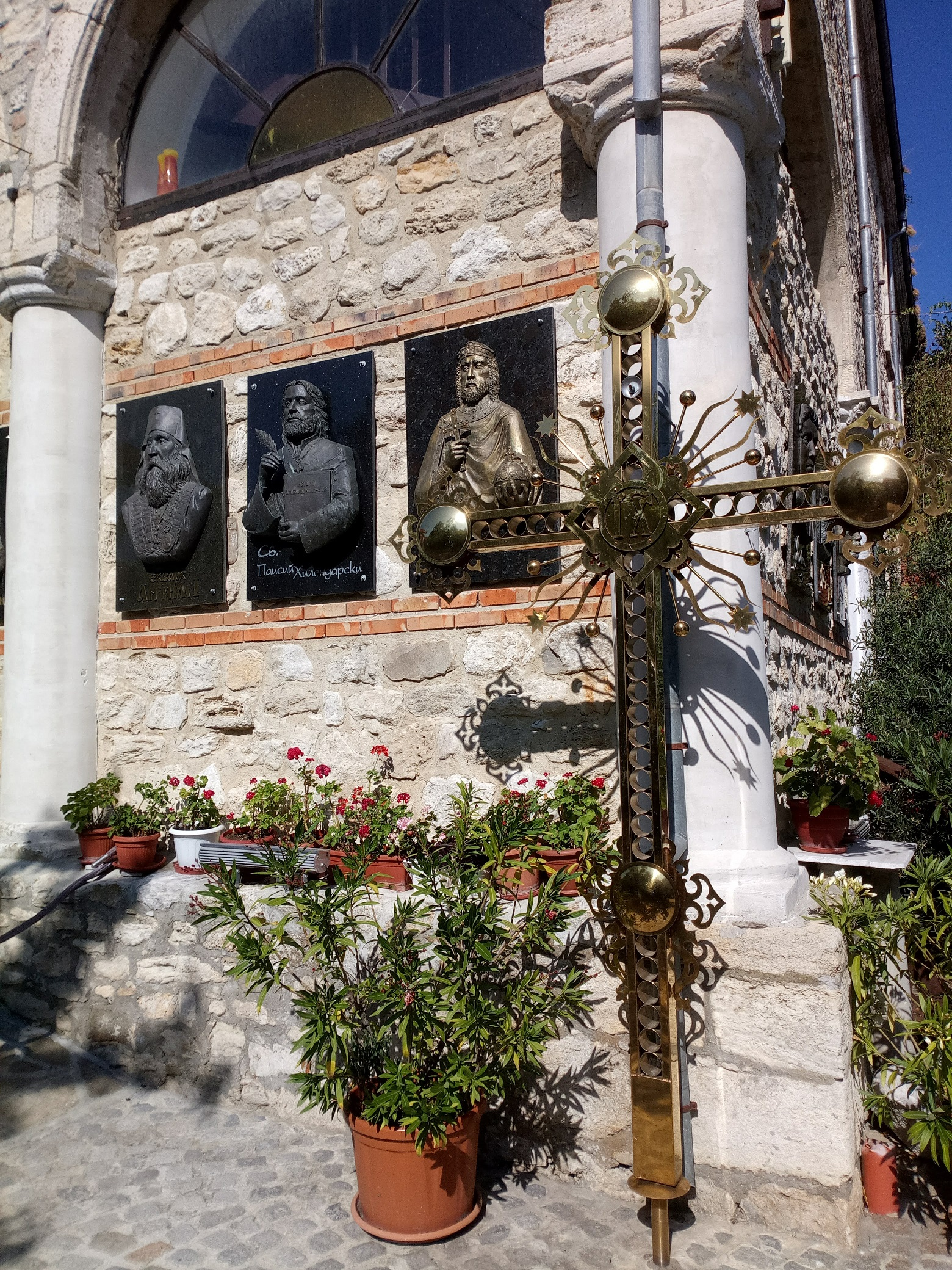
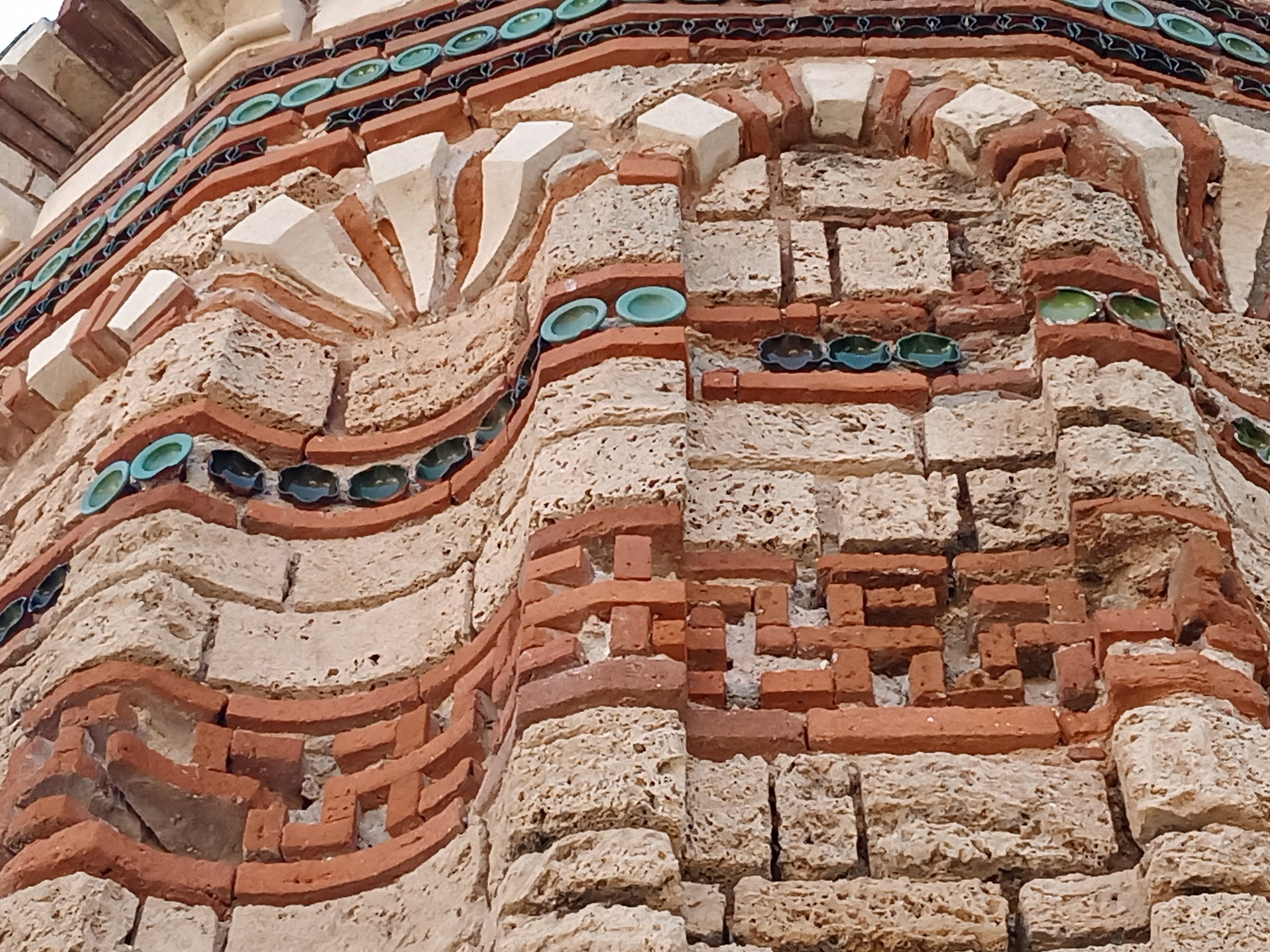